# Alphonse Bernoud
Alphonse Bernoud, eigentlich Jean-Baptiste Bernoud (* 4. Februar 1820 in Meximieux; † 24. November 1889 in Lyon) war ein hauptsächlich in Italien tätiger früher französischer Fotograf.
Bernouds Tätigkeit in Italien erstreckte sich im Wesentlichen auf die Jahre 1840 bis 1873 und war äußerst erfolgreich. Er wurde zum Hoffotografen der Bourbonen in Neapel und danach des Hauses Savoyen ernannt. Er durfte auch das Erdbeben in der Basilicata von 1857 dokumentieren. Achille Mauri übernahm Bernouds Studio. Bernouds Arbeiten finden sich in bedeutenden Sammlungen wie dem Musée Nicéphore-Niépce und in der National Portrait Gallery. Das Musée d’Orsay widmete ihm im Frühjahr 2009 eine Ausstellung.

## Galerie

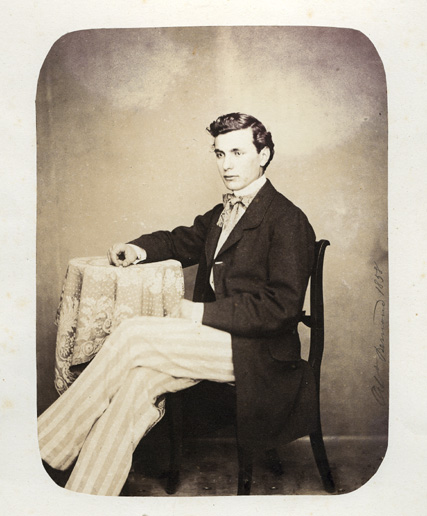
Porträt Francesco Tozzoni
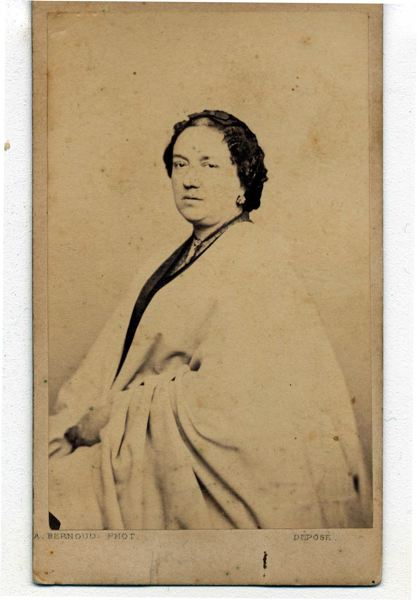
Porträt Balbina Steffenoni
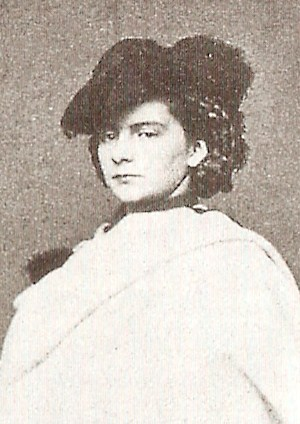
Maria Sofia in Bayern
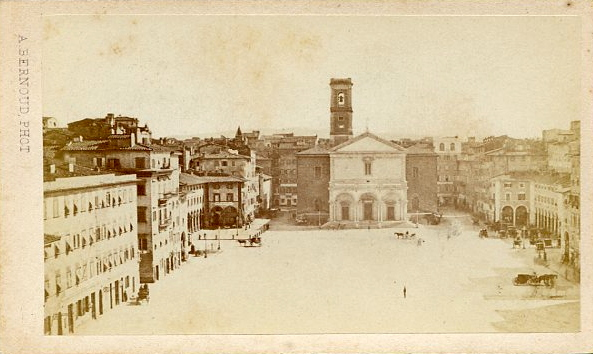
Kathedrale von Livorno
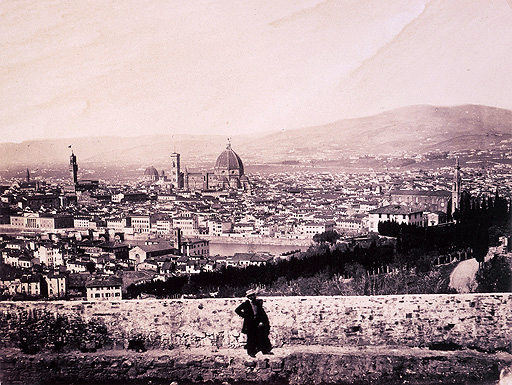
Panorama von Florenz von San Miniato aus
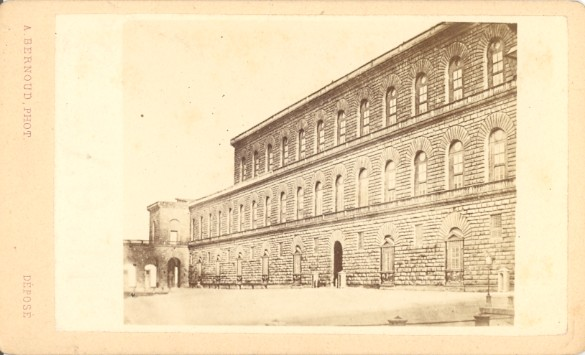
Palazzo Pitti, Florenz, 1875